# Lijst van burgemeesters en commissarissen van Neutraal Moresnet
De burgemeester van Kelmis was tegelijkertijd burgemeester van Pruisisch Moresnet. Hij werd benoemd door de Nederlandse en Pruisische commissaris. Deze commissarissen waren de plaatsvervangers van de Nederlandse en Pruisische koning. Toen België in 1830 onafhankelijk werd, nam het de rechten, die het Verenigd Koninkrijk der Nederlanden in 1816 bij het Grenstraktaat van Aken verkregen had, over en kwam er een Belgische commissaris. In 1919 werd op het Verdrag van Versailles besloten dat Neutraal Moresnet in België op moest gaan. Op 10 januari 1920 werd het officieel aan België overgedragen en werd het toegevoegd aan de Oostkantons onder het bestuur van generaal Herman Baltia.

## Burgemeesters van Kelmis
- 1817 - 21 februari 1859 Arnold Timothée de Lasaulx (waarnemend)
- 21 februari 1859 - 30 mei 1859 Adolf Hubert van Scherpenzeel-Thim
- 1 juli 1859 - 7 februari 1882 Joseph Kohl
- 7 februari 1882 - 20 juni 1885 Oskar Anton Bilharz
- 20 juni 1885 - 15 maart 1915 Hubert Schmetz
- 29 maart 1915 - 7 december 1918 Wilhelm Kyll
- 7 december 1918 - 10 januari 1920 Pierre Grignard

## Nederlandse commissarissen
- 8 december 1817 - 2 december 1823 Werner Jacob
- 2 december 1823 - 1830 Joseph Brandès
- 1830 - 1835 (door burgeroorlog geen commissaris)

## Belgische commissarissen
- 8 juni 1835 - 1840 Lambert Ernst
- 1 februari 1840 - 1889 Mathieu Crémer
- 30 november 1889 - 27 maart 1915 Ferdinand Jacques Bleyfuesz
- 27 maart 1915 - 27 juni 1915 Dr. Bayer (waarnemend Duits militair administrateur)
- 27 juni 1915 - november 1918 (geen commissaris)
- november 1918 - 10 januari 1920 Ferdinand Jacques Bleyfuesz

## Pruisische commissarissen
- 6 april 1817 - 1819 Wilhelm Hardt
- 22 april 1819 - maart 1836 Johann Martin Daniel Mayer
- 9 juli 1836 - 9 november 1853 Heinrich Martins
- 11 augustus 1853 - 7 januari 1866 Peter Benedict Joseph Armand von Harenne
- 12 december 1866 - 10 juli 1867 August Freiherr von der Heydt
- 1868 - 1871 Edward Gülcher
- 18 juni 1871 - 1893 Alfred Theodor Sternickel
- 18 april 1893 - 1 januari 1909 Alfred Jakob Bernhard Theodor Gülcher
- 13 januari 1909 - 1913 Walter Karl Maria The Losen
- 2 november 1913 - november 1918 Spiess (waarnemend)